# Piazorrhinus
Piazorrhinus är ett släkte av skalbaggar. Piazorrhinus ingår i familjen vivlar.

## Dottertaxa tillPiazorrhinus, i alfabetisk ordning[1]
- Piazorrhinus albocinctus
- Piazorrhinus albofasciatus
- Piazorrhinus alticollis
- Piazorrhinus asperatus
- Piazorrhinus brevicarinatus
- Piazorrhinus castaneus
- Piazorrhinus centralis
- Piazorrhinus cingulatus
- Piazorrhinus cionoides
- Piazorrhinus corpulentus
- Piazorrhinus curtus
- Piazorrhinus cyanescens
- Piazorrhinus cyaneus
- Piazorrhinus ephippiatus
- Piazorrhinus erythropus
- Piazorrhinus ferrugineus
- Piazorrhinus flavitarsis
- Piazorrhinus granulipennis
- Piazorrhinus guyanensis
- Piazorrhinus homonymus
- Piazorrhinus horni
- Piazorrhinus inermis
- Piazorrhinus leucaspis
- Piazorrhinus metallicus
- Piazorrhinus myops
- Piazorrhinus obscurus
- Piazorrhinus parvulus
- Piazorrhinus pictus
- Piazorrhinus pleuroleucus
- Piazorrhinus quadrituberculatus
- Piazorrhinus rubidus
- Piazorrhinus rufipes
- Piazorrhinus rufirostris
- Piazorrhinus rugulosus
- Piazorrhinus sahlbergi
- Piazorrhinus scutellaris
- Piazorrhinus semicyaneus
- Piazorrhinus senilis
- Piazorrhinus splendens
- Piazorrhinus subfasciatus
- Piazorrhinus thoracicus
- Piazorrhinus tuberculatus
- Piazorrhinus tuberculicollis
- Piazorrhinus uniformis
- Piazorrhinus vestitus
- Piazorrhinus vossi